# هيونداي فيراكروز
هيونداي فيراكروز صممت سيارة هيونداي فيراكروز في هيونداي موتورز وهي الآن بانتشار واسع في الشرق الأوسط وشمال أمريكا.

## البداية
بدأت مسيرة فيراكروز في اواخر عام 2006 كموديل لعام 2007 في كوريا فهي أكبر سيارة في اسطول هيونداي بل والأكبر من بين منافساتها.
```
تزايدت مبيعات فيراكروز في السوق الأمريكي بينما لم تشهد اقبالا واضحا في الشرق الأوسط وذلك بسبب ارتفاع سعرها نسبيا . 
```

في عام 2008 تعرض السيارة لتحديثات جعلت من السيارة فخرا للصناعة الكورية ومن أهم هذه الاضافات : شاشة بقياس 8 انش مزودة بنظام خرائط، إمكانية تعديل المقاعد الامامية كهربائيا،
إمكانية طلب السيارة بفتحة سقف بانورامية بدل العادية، نظام بلوتوث، كاميرا خلفية، مجسات استشعار خلفية، تعديل ارتفاع المقود كهربائيا،

## المزايا والعيوب
- سيارة عائلية.
- نظام دفع رباعي.
- مثبت سرعة ذكي.
- دخول بدون مفتاح.
- تشغيل بدون مفتاح (يمكن تشغيلها بالبصمة).
- مشغل اقراص دي في دي.
- فتحة بانورامية بالسقف.
- نظام ملاحة + شاشة قياس 8 بوصة.
- نظام إنذار ضد السرقة.
- فتح وإغلاق الباب الخلفي كهربائيا.
- حساسات خلفية وكاميرا.
- اضائة أمامية للضباب.
- التحكم بدرجة الضوء داخل السيارة.
- مقاعد كهربائية للصف الأمامي.
- أدوات سلامة (ضماضات ومطفأة حريق وعدة).
- عجل احتياطي تحت السيارة (يقطع 80 كم كحد أقصى).
- ضوء فسفوري مضئ للخرائط.
- مكيفات ونظامين تبريد داخل السيارة.
- نظام الكوابح الأوتوماتيكية (بالإنجليزية: EPS)‏.
- جنوط قياس 18 بوصة.